# Aoshima (Miyazaki)
Aoshima (jap. 青島) ist eine kleine Insel im Süden von Japan und gehört zur Stadt Miyazaki in der Präfektur Miyazaki. Die Insel befindet sich östlich der Hauptinsel Kyūshū, ist nur etwa 200 m von dieser entfernt und mit dieser durch die Yayoi-Brücke (弥生橋, Yayoi-hashi) verbunden.

## Sehenswürdigkeiten

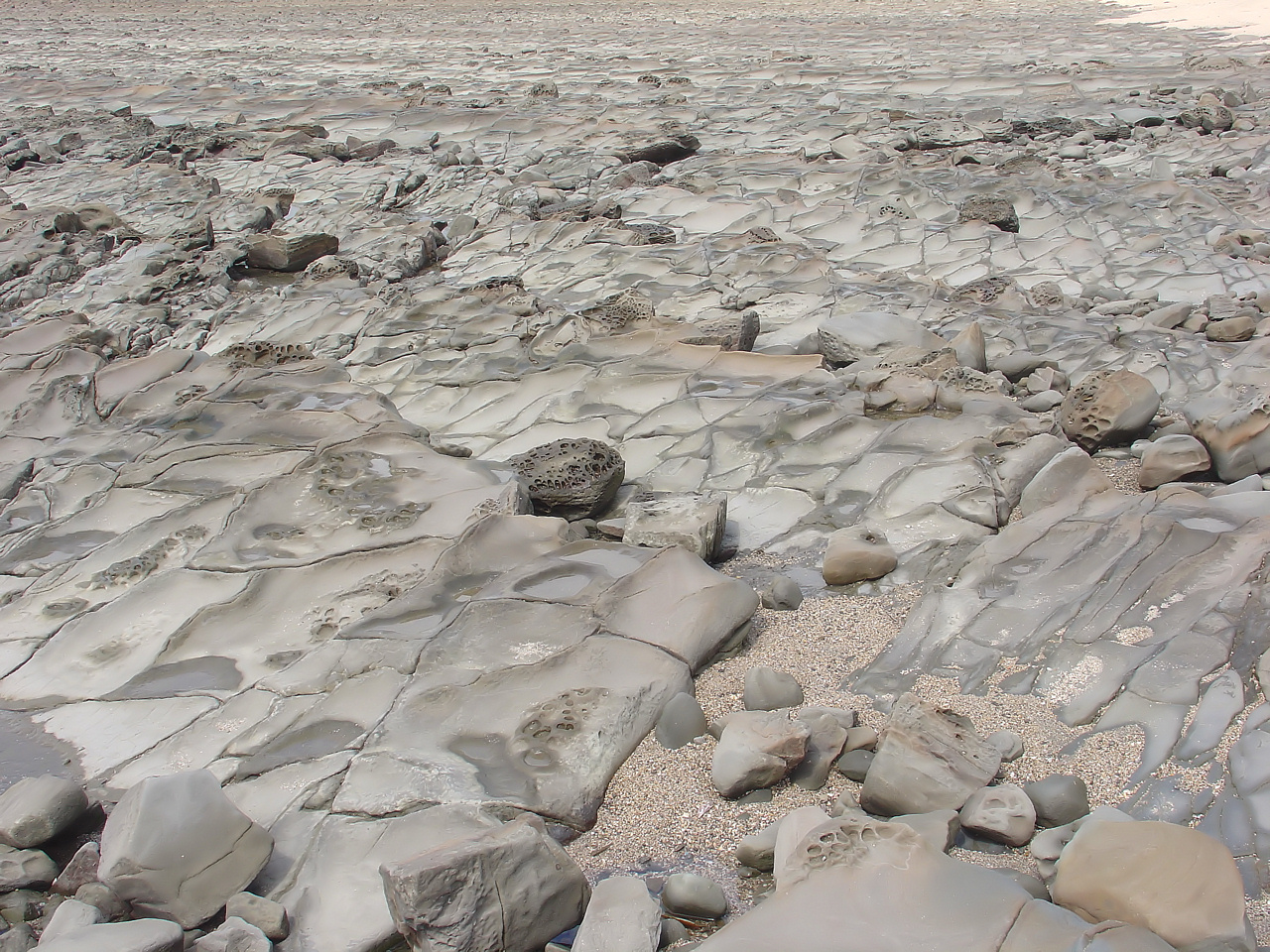
Nahaufnahme des „Waschbretts der Dämonen“

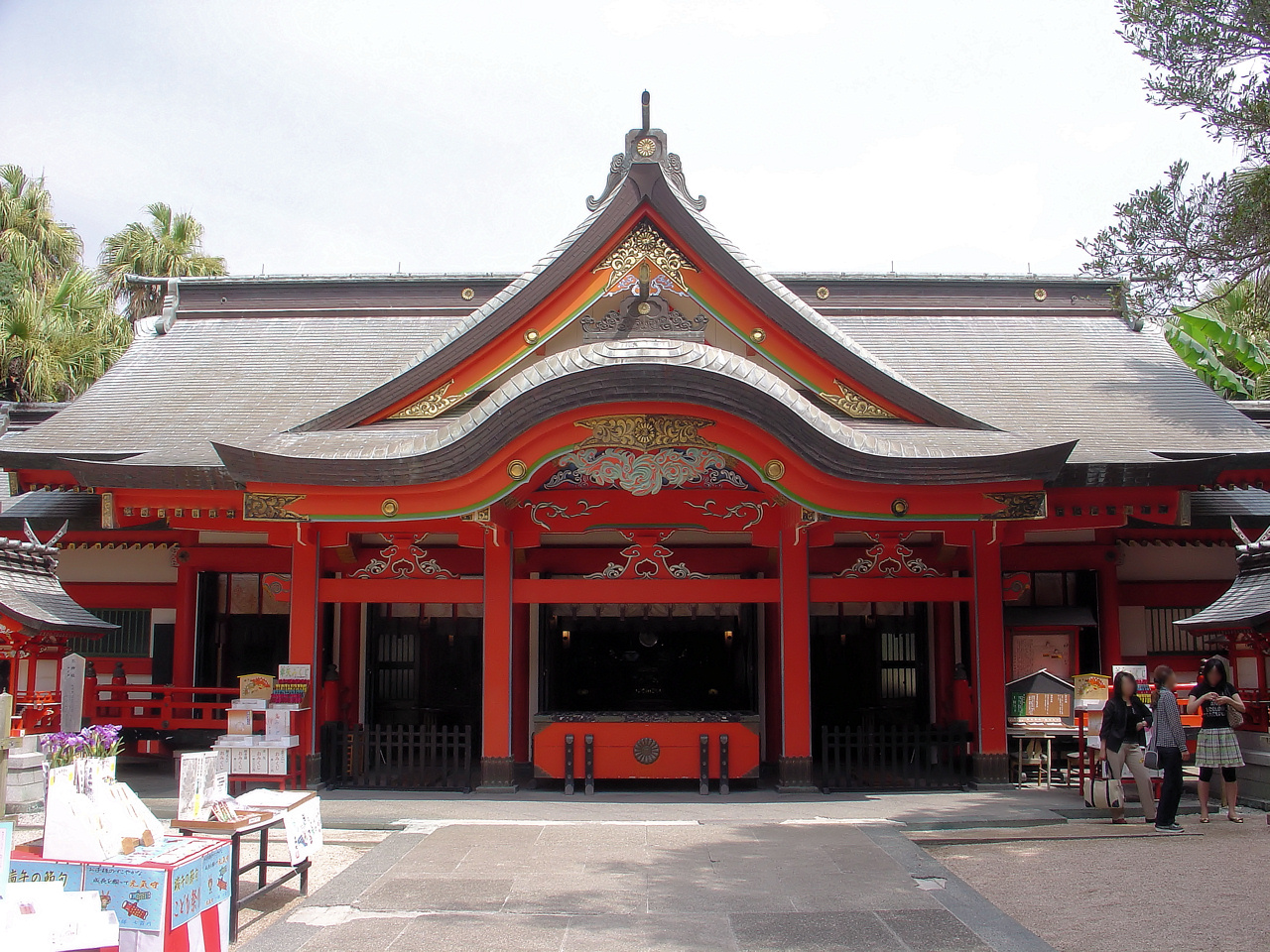
Gebetshalle (haiden) des Aoshima-Schreins

Die Insel ist bekannt für die sie umgebenden Felsformationen, die wegen ihrer langen, parallelen und schnurgeraden Furchen – wie sie auch gut auf dem nebenstehenden Luftbild erkennbar sind – als „Waschbrett der Dämonen“ (鬼の洗濯板, Oni no sentakuita) bekannt sind und am 1. Mai 1934 zum Naturdenkmal erklärt wurden. Geologisch entstanden diese vor 7 Millionen Jahren als sich der Meeresboden hob und bestehen aus abwechselnden Schichten von härterem Sandstein und weicherem Tonstein, wobei die Struktur sich durch die stärkere Erosion des Tonsteins durch die Wellen ausbildete.
Die Insel ist geprägt von einer subtropischen Pflanzengesellschaft (青島亜熱帯性植物群落, Aoshima anettaisei shokubutsu gunraku) aus 226 Arten, die eine der nördlichsten derartigen Populationen darstellt und daher am 29. März 1952 zum besonderen Naturdenkmal Japans ernannt wurde. Auf der gegenüberliegenden Seite auf Kyushu befindet sich ein entsprechender Garten.

Die Insel gehört zum darauf befindlichen und 1501 errichteten Aoshima-Schrein (青島神社, Aoshima-jinja) in dem der Jagdgott Hikohohodemi no mikoto (彦火火出見命), dessen Frau Toyotamahime no mikoto (豊玉姫命) und Shiozuchi no ōkami (塩筒大神), der Ersterem half Zweitere zu finden, als Kami verehrt werden. Beim Motomiya (元宮, „Ursprungsschrein“) wurden Keramiken aus der Yayoi-Zeit gefunden, die darauf schließen lassen, dass die Insel schon zu jener Zeit Gegenstand religiöser Praktiken war. Neben den Schreingebäuden gehört dazu noch das Hyūga Shinwakan (日向神話館, „Hyūga-Mythenhaus“) in dem Mythologie der verehrten Götter dargestellt wird.

## Ortsteil
Der gleichnamige Ortsteil Aoshima (青島) der Stadt Miyazaki umfasst nicht nur die Insel Aoshima, sondern ein Gebiet an der Küste der Hauptinsel. Westlich davon liegt heute Aoshima-Nishi („Aoshima-West“), zusammen mit weiteren heutigen Ortsteilen der Stadt Miyazaki bildeten sie seit der Modernisierung der Gemeindeordnungen 1889 das Dorf Aoshima (青島村, Aoshima-mura) im Landkreis Miyazaki (vor 1896 Landkreis Nord-Naka) der Präfektur Miyazaki. 1951 wurde das Dorf in die seit 1924 kreisfreie Präfekturhauptstadt Miyazaki eingemeindet. In Aoshima 2-chōme liegt der Bahnhof Aoshima (Aoshima-eki) an der Nichinan-Linie der JR Kyūshū.